# Christopher Robson
Christopher Robson (* 9. Dezember 1953 in Falkirk, Schottland) ist ein britischer Opernsänger (Countertenor). 

## Leben
Robson studierte zwischen 1972 und 1973 nur kurze Zeit am Trinity College of Music in London. Sein Debüt gab Robson 1981 in Monteverdis L’Orfeo an der English National Opera. Engagements führten ihn an zahlreiche wichtige Opernhäuser wie Royal Opera House, Glyndebourne, New York City Opera, Bolschoi-Theater. Er arbeitete mit den bedeutendsten Dirigenten und Orchestern seiner Zeit zusammen. Von 1994 bis 2006 trat Robson auch regelmäßig an der Bayerischen Staatsoper und den Opernfestspielen in München auf.
Robsons Repertoire umfasst Musik des Mittelalters, die klassischen „Kastraten-Partien“ der Barockopern (Giulio Cesare, Xerxes, Ariodante von Händel), wie auch zeitgenössische Musik (Akhnaten von Philip Glass). Er wirkte in zahlreichen Uraufführungen mit, beispielsweise in der Oper The Maids, die John Lunn eigens für ihn und seinen Bruder, den Tenor Nigel Robson, schrieb.
In den letzten Jahren verlagert er seine Tätigkeit immer mehr auch ins Schauspielfach (etliche Produktionen in München z. Bsp.) weg von den traditionellen Opernpartien.
Neben zahlreichen Radio- und Fernsehaufnahmen hat Robson eine umfangreiche Diskographie mit allen wichtigen Werken seines Fachs im Konzert- und Opernbereich erarbeitet.

## Diskografie (Auswahl)
- Thomas Arne: Artaxerxes.
- Johann Sebastian Bach: Magnificat.
- Georg Friedrich Händel: Belsazar.
- Georg Friedrich Händel: Ariodante.
- Georg Friedrich Händel: Der Messias.
- Georg Friedrich Händel: Xerxes.
- Claudio Monteverdi: Marienvesper 1610.
- Claudio Monteverdi: L’Orfeo.
- Henry Purcell: Birthday Odes for Queen Mary.
- Henry Purcell: Odes to Saint Cecilia.
- Antonio Vivaldi: Nisi Dominus (Psalm 126).
- Antonio Vivaldi: Dixit Dominus & Gloria.
- John Casken: Golem.
- Jonathan Dove: Flight.
- Peter Maxwell Davies: Resurrection.
- John Tavener: Total Eclipse.
- Damon Albarn: Doctor Dee (due for release mid-2012)

## Auszeichnungen
- 1978: Finalist, Kathleen Ferrier Award
- 1979: Winner, GLAA (Greater London Arts Assoc.) Award
- 1991: First recipient of the Wroclawskiego Szermierza Prize, Wroclaw International Music Festival, Poland
- 1997 und 2002: Opernfestspielpreis München
- 2003: Bayerischer Kammersänger